# Xiphophorus andersi
Xiphophorus andersi är en fiskart som beskrevs av Meyer och Schartl, 1980. Xiphophorus andersi ingår i släktet Xiphophorus och familjen Poeciliidae. Inga underarter finns listade i Catalogue of Life.